# Nepiesta mandibularis
Nepiesta mandibularis är en stekelart som först beskrevs av August Holmgren 1860.
Nepiesta mandibularis ingår i släktet Nepiesta och familjen brokparasitsteklar. Arten är reproducerande i Sverige. Inga underarter finns listade i Catalogue of Life.